# Mecostibus sellatus
Mecostibus sellatus är en insektsart som beskrevs av Boris Petrovich Uvarov 1941. Mecostibus sellatus ingår i släktet Mecostibus och familjen Lentulidae. Inga underarter finns listade i Catalogue of Life.